# 광덕고등학교 (경기)
광덕고등학교(廣德高等學校)는 대한민국 경기도 안산시 월피동에 있는 공립 고등학교이다.

## 학교 연혁
- 2010년 1월 11일 : 광덕고등학교 설립 인가(공학으로 학년별 보통과 12학급씩 36학급)
- 2010년 3월 1일 : 초대 추교영 교장 취임
- 2010년 3월 1일 : 개교
- 2010년 3월 1일 : 경기도교육청 혁신학교 지정
- 2010년 3월 2일 : 제1회 입학식(남 8학급, 여 4학급 476명)
- 2011년 3월 1일 : 특수학급 인가(1학급, 정원 8명)
- 2012년 3월 2일 : 특수학급 증설(2학급, 정원 16명)
- 2013년 1월 14일 : 제1회 졸업식(남 262명, 여 134명. 396명)
- 2022년 9월 1일 : 제6대 양경화 교장 취임
- 2024년 1월 5일 : 제12회 졸업식(남 119명, 여 97명. 216명)
- 2024년 3월 4일 : 제15회 입학식(남 134명, 여 120명. 254명)

## 참고 자료
- 광덕고등학교 - 한국교육학술정보원 학교알리미